# Place de l'Estrapade (Toulouse)
Pour les articles homonymes, voir Place de l'Estrapade et Estrapade.
La place de l'Estrapade (en occitan : plaça de l'Estrapada) est une voie de Toulouse, chef-lieu de la région Occitanie, dans le Midi de la France.

## Situation et accès

### Description
La place de l'Estrapade est une voie publique. Elle se situe au cœur du secteur historique de Saint-Cyprien, dans le quartier 6 (Saint-Cyprien).
C'est une place étroite formant un triangle irrégulier et allongé, dont la base, à l'est, fait 28 mètres, et la hauteur, d'est en ouest, 64 mètres, pour une superficie d'environ 1 100 mètres carrés. Elle se forme au carrefour de la grande-rue Saint-Nicolas, qu'elle reçoit à l'angle nord-est, et de la rue Réclusane, qui la prolonge à l'ouest vers les allées Charles-de-Fitte, et au sud-est vers la place Hippolyte-Olivier. Elle reçoit également, au nord, la rue de l'Amiral-Galache et, à l'ouest, la rue du Pont-Saint-Pierre.
La chaussée compte une voie de circulation automobile dans chaque sens. Elle appartient à une zone de rencontre et la vitesse y est limitée à 20 km/h. Il n'existe pas d'aménagement cyclable.

### Voies rencontrées
La place de l'Estrapade rencontre les voies suivantes, dans l'ordre des numéros croissants :
1. Grande-rue Saint-Nicolas
2. Rue de l'Amiral-Galache
3. Rue du Pont-Saint-Pierre
4. Rue Réclusane

## Odonymie

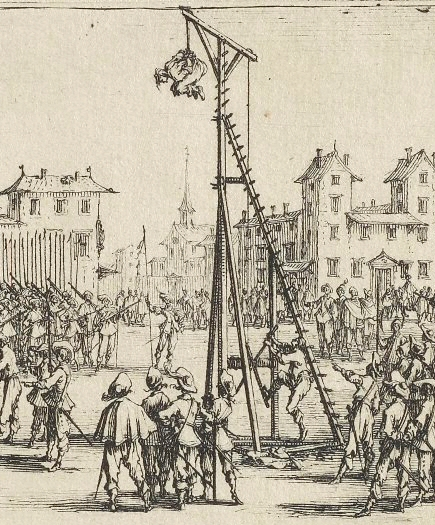
Le supplice de l'estrapade, par Jacques Callot (Les Grandes Misères de la guerre, no 10, 1633, Art Gallery of New South Wales).

La place tient son nom du supplice de l'estrapade, une peine qui était habituellement infligée aux soldats jusqu'à la fin du XVIIIe siècle. Elle consistait à hisser, puis à laisser tomber à  plusieurs reprises le condamné depuis la hauteur de l'estrapade, qui avait la forme d'un grand mât. Ce traitement occasionnait des blessures, voire des fractures, mais n'entraînait généralement pas la mort. Ce nom se rencontre dès le XVIe siècle et il s'appliquait également, à la même époque, à une partie de l'actuelle rue Réclusane, entre la place et la porte de l'Isle (emplacement des actuelles allées Charles-de-Fitte). 
La place porta également, au XVIe siècle, le nom de place du Pilori. En 1794, pendant la Révolution française, elle reçut – ironiquement peut-être – le nom de place des Bonnes-Mœurs, mais elle ne le conserva pas.

## Patrimoine et lieux d'intérêt
- no  1 : immeuble. 
L'immeuble, qui s'élève à l'angle de la rue Réclusane et de la grande-rue Saint-Nicolas (actuel no 55), est construit au début du XVIIIe siècle. La façade, de style classique, s'élève sur trois étages décroissants et séparés par d'épais cordons moulurés. Au rez-de-chaussée, la porte est centrale, encadrée de deux grandes arcades de boutiques voûtées en berceau. Aux étages, les niveaux sont encadrés par des dosserets à bossage surmontés de chapiteaux doriques. Une grande corniche à modillons surmonte l'élévation[4].

- no  27 rue Réclusane : immeuble. 
L'immeuble, construit au XVIIIe siècle, a été modifié au cours du siècle suivant. Au rez-de-chaussée, la porte piétonne conserve cependant les formes de l'architecture classique toulousaine : l'encadrement, en brique moulurée, a une agrafe en forme de pointe-de-diamant et des angles en pierre. La façade est couronnée par une large corniche moulurée[5].